# Mai Murakami
Mai Murakami (村上茉愛, Murakami Mai) (Sagamihara, 5 d'agost de 1996) és una gimnasta artistica japonesa retirada i medallista olímpica. És la campiona del món de 2017 i 2021 en l'exercici de terra, la medallista de plata del campionat del món de 2018 i de l'exercici de terra, i quatre vegades campiona nacional japanesa de l'exercici complet (2016–2018, 2020). Va representar al Japó als Jocs Olímpics de 2016 i 2020, guanyant la medalla de bronze a l'exercici de terra als darrers. Això la va convertir en la primera gimnasta femenina japonesa en guanyar una medalla en uns Jocs Olímpics.

## Vida personal
Murakami va néixer a Sagamihara, Japó i va començar la gimnàstica quan tenia dos anys. Va anar a la universitat a la Nippon Sport Science University (日本体育大学) a Tòquio.

## Carrera

### 2012-2013
Murakami va fer el seu debut sènior al Campionat Nacional de 2012, on va quedar onzena en el concurs complet individual. No va ser nomenada a l'equip olímpic de 2012. Murakami va competir a la Copa del Món de Stuttgart 2012, on el Japó va acabar segon darrere de Rússia.
Murakami va competir al Trofeu Ciutat de Jesolo 2013 on va guanyar el bronze amb l'equip japonès i es va classificar 22a en el concurs complet. Va acabar tercera en el concurs complet tant al Campionat Nacional com a la Copa NHK. Va acabar quarta en l'exercici de terra al Campionat del Món de 2013.

### 2014-2015
Murakami va competir al campionat de gimnàstica del Pacific Rim de 2014 col·locant-se quarta amb l'equip, sisena al terra, setena en barres i barra i novena en el concurs complet. Va quedar sisena en el concurs complet al Campionat Nacional i quarta a la Copa NHK. Al Campionat All Japan, va guanyar l'or a terra i la plata al salt. Després va ser seleccionada per competir al Campionat del Món de 2014 juntament amb Asuka Teramoto, Yu Minobe, Natsumi Sasada, Wakana Inoue i Azumi Ishikura, i van acabar en vuitè lloc. Després del Campionat del Món, Murakami va acabar la temporada col·locant-se cinquena en el concurs complet al Glasgow World i guanyant el salt i el terra a la Toyota International.
Al Campionat Nacional de 2015, Murakami va lluitar a la barra i al terra i es va col·locar desena en el concurs complet individual. Va quedar vuitena en el concurs complet de la Copa NHK, però al Campionat d'Aparells va guanyar bronze al salt i or a terra. Murakami va ser nomenada inicialment com suplent al Campionat del Món, però una lesió la va portar a unir-se a l'equip. L'equip japonès va quedar cinquè, i ella va quedar sisena en el concurs complet, el millor resultat d'una dona japonesa en sis anys.

### 2016
Murakami va competir a la American Cup on va quedar sisena en el concurs complet. Després va guanyar el concurs complet al Campionat Nacional, a més de guanyar l'or al terra i el bronze al salt i la barra. A la Copa NHK, va acabar segona en el concurs complet darrere d'Asuka Teramoto, i va guanyar l'or a terra i la plata al salt. Al Campionat Nacional d'Aparells, va guanyar l'or a l'exercici de terra i va quedar quarta en barres asimètriques. Aleshores va ser nomenada per representar el Japó als Jocs Olímpics d'Estiu de 2016 juntament amb Asuka Teramoto, Aiko Sugihara, Yuki Uchiyama i Sae Miyakawa.

#### Jocs Olímpics d'estiu 2016
El Japó va competir a la subdivisió final de la ronda de classificació i es va classificar setè a la final per equips, i Murakami individualment es va classificar novena en el concurs individual i vuitena a terra. L'equip va acabar quart a la final per equips. Murakami va quedar catorzena al concurs individual amb una puntuació de 56.665. A continuació, va quedar setena a la final de l'exercici de terra amb una puntuació de 14.533.

### 2017
Murakami va guanyar el concurs complet al Campionat Nacional, a més de guanyar l'or a la barra i el terra i la plata al salt. També va guanyar el concurs complet a la Copa NHK i les medaller d'or a la barra i el terra i les de bronze al salt i les barres asimètriques. Aleshores va ser nomenada automàticament per a l'equip del Campionat del Món juntament amb Aiko Sugihara. Després va guanyar la plata a terra i es va situar en cinquè lloc al salt al Campionat Nacional d'Aparells. Al Campionat del Món de 2017 a Mont-real, Quebec, Canadà, es va classificar primera a la final, per davant de la gimnasta estatunidenca Ragan Smith, però va caure a la final i va acabar en quart lloc, una dècima per darrere de la medallista de bronze, la russa Elena Eremina. Es va redimir a la final de l'exercici de terra, on va quedar primera davant de Jade Carey i Claudia Fragapane. És la primera medalla d'or mundial del Japó en aquest aparell, i la segona medalla d'or mundial del Japó en qualsevol esdeveniment de gimnàstica femenina, després que Keiko Tanaka-Ikeda guanyés l'or a la barra d'equilibri el 1954. Després, va guanyar l'or a terra i el bronze al salt a la Toyota International.

### 2018
Murakami va acabar segona a la American Cup darrere de Morgan Hurd. Després va guanyar el concurs complet individual a la Copa del Món de Tòquio. Va guanyar el concurs complet tant al Campionat Nacional com a la Copa NHK. Va guanyar l'or en barra d'equilibri i l'exercici de terra al Campionat Nacional d'Aparells. Al Campionat del Món de 2018 a Doha, Qatar, l'equip japonès va acabar en sisena posició. Individualment, va acabar segona a la final, darrere de Simone Biles. Va ser la primera medalla de plata femenina en la història del Japó. Després va guanyar la medalla de bronze a la final de l'exercici de terra darrere de Biles i Morgan Hurd.

### 2019
Murakami va guanyar una medalla de bronze en el concurs complet a l'American Cup darrere de les estatunidenques Leanne Wong i Grace McCallum. Murakami es va perdre la Copa NHK a causa d'una lesió a l'esquena, i com a conseqüència, Murakami va ser considerada inelegible per formar part de l'equip japonès per al Campionat del Món. La petició de Murakami va ser denegada.

### 2020-2021
Al febrer es va anunciar que Murakami representaria el Japó a la Copa del Món de Tòquio que tindrà lloc el 4 d'abril. No obstant això, l'esdeveniment es va cancel·lar a causa de la pandèmia de COVID-19 al Japó. Murakami va tornar a la competició al setembre al Campionat Sènior All-Japan, on va guanyar l'or en el concurs complet. A més, va actuar prou bé com per guanyar medalles en cadascun dels aparells individuals, inclosos dos ors addicionals al salt i al terra. A continuació, va competir al Campionat del Japó al desembre.
L'abril de 2021, es va anunciar que ella, juntament amb Hatakeda Hitomi, Hiraiwa Yuna i Sugihara Aiko, representarien el Japó als Jocs Olímpics de Tòquio 2020. L'equip va acabar en 5è lloc i Murakami va acabar 5a en el concurs complet.
El 2 d'agost de 2021, Murakami va aconseguir una puntuació de 14.166 per a l'aparell de terra i va guanyar el bronze als Jocs Olímpics de Tòquio 2020 (empatada amb Anguelina Mélnikova de ROC que també va guanyar el bronze). Es va convertir en la primera dona gimnasta japonesa a guanyar una medalla individual als Jocs Olímpics. Aquesta també va ser només la segona vegada que Japó guanyava una medalla olímpica en qualsevol aparell de gimnàstica femenina, des que va acabar tercera en la competició per equips als Jocs Olímpics de 1964 que també es van celebrar a Tòquio.
L'octubre de 2021, Murakami va competir al Campionat del Món de 2021, on va guanyar l'or a l'exercici de terra i el bronze a la barra d'equilibri. Després d'aquest èxit, va anunciar la seva retirada de la gimnàstica.

## Història competitiva
| Any  | Esdeveniment                    | Equip | CCI | VT | UB | BB | FX |
| ---- | ------------------------------- | ----- | --- | -- | -- | -- | -- |
| 2012 | Campionat Nacional              |       | 11  |    |    |    |    |
| 2012 | Stuttgart World Cup             | 2     |     |    |    |    |    |
| 2013 | City of Jesolo Trophy           | 3     | 22  |    |    |    |    |
| 2013 | Campionat Nacional              |       | 3   | 1  |    |    | 1  |
| 2013 | NHK Cup                         |       | 3   |    |    |    |    |
| 2013 | Campionat del Món               | N/D   |     |    |    |    | 4  |
| 2014 | Pacific Rim Championships       | 4     | 9   |    | 7  | 7  | 6  |
| 2014 | Campionat Nacional              |       | 6   |    |    |    |    |
| 2014 | NHK Trophy                      |       | 4   |    |    |    |    |
| 2014 | Campionat Nacional d'Aparells   |       |     | 2  |    |    | 1  |
| 2014 | Campionat del Món               | 8     |     |    |    |    |    |
| 2014 | Glasgow World Cup               |       | 5   |    |    |    |    |
| 2014 | Toyota International            |       |     | 1  |    |    | 1  |
| 2015 | Campionat Nacional              |       | 10  |    |    |    |    |
| 2015 | NHK Trophy                      |       | 8   |    |    |    |    |
| 2015 | National Event Championships    |       | 3   |    |    |    | 1  |
| 2015 | National Student Championships  |       | 2   | 1  | 6  | 3  | 3  |
| 2015 | Campionat del Món               | 5     | 6   |    |    |    |    |
| 2015 | Toyota International            |       |     | 2  | 4  |    |    |
| 2016 | American Cup                    |       | 6   |    |    |    |    |
| 2016 | Campionat Nacional              |       | 1   | 3  | 5  | 3  | 1  |
| 2016 | NHK Trophy                      |       | 2   | 2  | 5  | 19 | 1  |
| 2016 | Campionat Nacional d'Aparells   |       |     |    | 4  |    | 1  |
| 2016 | Jocs Olímpics                   | 4     | 14  |    |    |    | 7  |
| 2016 | Campionat Nacional Senior       | 1     |     |    |    |    |    |
| 2016 | Toyota International            |       |     | 2  |    | 1  | 1  |
| 2017 | Campionat Nacional              |       | 1   | 2  | 4  | 1  | 1  |
| 2017 | NHK Trophy                      |       | 1   | 3  | 3  | 1  | 1  |
| 2017 | Campionat Nacional d'Aparells   |       |     | 5  |    |    | 2  |
| 2017 | Campionat Nacional d'Aparells   |       | 2   | 1  |    | 12 | 1  |
| 2017 | Campionat del Món               | N/D   | 4   |    |    | 4  | 1  |
| 2017 | Campionat Nacional d'Estudiants | 1     |     |    |    |    |    |
| 2017 | Toyota International            |       |     | 3  |    |    | 1  |
| 2018 | American Cup                    |       | 2   |    |    |    |    |
| 2018 | Tokyo World Cup                 |       | 1   |    |    |    |    |
| 2018 | Campionat Nacional              |       | 1   | 2  | 4  | 1  | 1  |
| 2018 | NHK Trophy                      |       | 1   | 1  | 4  | 1  | 1  |
| 2018 | Campionat Nacional d'Aparells   |       |     |    |    | 1  | 1  |
| 2018 | Campionat del Món               | 6     | 2   |    |    | R3 | 3  |
| 2019 | American Cup                    |       | 3   |    |    |    |    |
| 2019 | Campionat Nacional              |       | 2   | 2  | 3  | 2  | 1  |
| 2019 | Campionat Nacional d'Aparells   |       |     | 1  |    |    |    |
| 2020 | Campionat Nacional Senior       |       | 1   | 1  | 3  | 2  | 1  |
| 2020 | Campionat Nacional              |       | 1   | 1  | 1  | 2  | 1  |
| 2021 | Campionat All-Japan             |       | 1   |    |    |    |    |
| 2021 | NHK Trophy                      |       | 1   |    |    |    |    |
| 2021 | Campionat d'Aparells All-Japan  |       |     | 1  |    | 1  |    |
| 2021 | Jocs Olímpics                   | 5     | 5   | R2 |    |    | 3  |
| 2021 | Campionat del Món               |       |     |    |    | 3  | 1  |